# (38077) 1999 GY31
1999 GY31 (asteroide 38077) é um asteroide da cintura principal. Possui uma excentricidade de 0.12153210 e uma inclinação de 3.52537º.
Este asteroide foi descoberto no dia 7 de abril de 1999 por LINEAR em Socorro.